# 匯點
匯點（英語：Meeting Point）是曾經存在於香港的政治團體，成立於1983年1月9日。

## 歷史
初期是論政團體，直到1992年9月13日才進行政黨化改組。1994年10月2日，匯點與香港民主同盟合組民主黨。
匯點是由劉迺強一手推動成立，他是匯點創會會長和創會主席（會長後期改名為主席）。在議政上，不少匯點成員的立場與今天的民主派相比，政治立場比較保守。
匯點部分舊成員不少還活躍於政壇，加入泛民主派或建制派陣營。其中一位創會成員楊森曾是民主黨的第二任主席。現時終極普選聯盟發言人馮偉華以及愛港之聲召集人高達斌，亦曾是匯點成員。劉迺強及高達斌等加入建制派，並經常批評及攻擊民主派。
1994年，四名匯點成員李華明、狄志遠、黃偉賢及後來沒有加入民主黨的梁智鴻，以要順利過渡至九七回歸後的政制為由，對劉慧卿提出的1995年全面普選立法會方案投棄權票。

## 成員往後路向
匯點的成員對於民主的立場普遍比港同盟的成員保守，對中國政府的態度亦不似港同盟般強硬，因此不少成員隨匯點加入民主黨後發現路線有分歧後而退出。有人甚至索性不加入民主黨。當中亦有不少人在香港回歸後變成親共派。即使仍然為民主派，但立場亦較其他民主派人士溫和。

### 由民主派轉投建制派的人士
- 劉迺強：第十屆全國政協委員、全國政協香港區委員。
- 王卓祺：香港特別行政區政府中央政策組全職顧問。
- 馮煒光：前香港政府新聞統籌專員。
- 高達斌：愛港之聲召集人，新民黨成員。
- 梁智鴻：前香港行政會議成員。
- 張炳良：前香港運輸及房屋局局長。
- 狄志遠：香港特區政府中央政策組特邀顧問，新思維主席，立法會議員（社福界）。
- 林筱魯：曾任梁振英競選團隊成員，為梁振英撰寫土地規劃方面的政綱，立法會議員（選委會）。

### 由民主派在言論上傾向建制派的人士
- 李華明：仍留在民主黨，但言論傾向建制，詳情參見：李華明：其他事件。

## 成員及主要領導層
- 會員人數：116（1994年10月資料）
- 常務委員會名單（1994年10月資料）
  - 主席：張炳良
  - 副主席：李植悅、陸順甜
  - 秘書長：盧子健
  - 財政：馮煒光
  - 委員：李華明、黃永根、黃瓊芳、蔣月蘭、馮可立、陳永誠、林筱魯

## 歷任主席
第一任：劉迺強
第二任：楊森
第三任：張炳良

## 選舉

### 立法會選舉
| 選舉 | 民選得票 | 民選得票比例 | 地方選區議席 | 功能界別議席 | 總議席 | +/- |
| 1991 | 98,588 ━ | 7.20% ━      | 2            | 0            | 2 / 60 | 2 ━ |

### 市政局選舉
| 選舉 | 民選得票 | 民選得票比例 | 市政局議席 | 區域市政局議席 | 總議席 | +/- |
| 1986 | 35,411 ━ | 10.06% ━     | 1 / 15     | 1 / 12         | 2 / 27 | 2 ━ |
| 1989 | 21,702 ▼ | 10.21% ▲     | 0 / 15     | 2 / 12         | 2 / 27 | 0 ━ |
| 1991 | 12,476 ▼ | 3.18% ▼      | 1 / 15     | 0 / 12         | 1 / 27 | 1 ▼ |

### 區議會選舉
| 選舉 | 民選得票 | 民選得票比例 | 總議席   | +/-  |
| 1985 | 9,714 ━  | 1.41% ━      | 4 / 237  | 4 ━  |
| 1988 | 41,878 ▲ | 6.57% ▲      | 16 / 264 | 12 ▲ |
| 1991 | 18,386 ▼ | 3.46% ▼      | 11 / 272 | 5 ▼  |

## 註解
1. ↑  立法局19940629會議紀錄 （页面存档备份，存于） 1.2MB